# Albatros de Campbell
L'albatros de Campbell (Thalassarche impavida) és un gran ocell marí de la família dels diomedeids (Diomedeidae) que habita als Oceans Meridionals. Era considerat una subespècie de l'albatros cellanegre. És un ocell d'hàbits pelàgics que cria a l'illa Campbell, dispersant-se per l'oceà, al voltant de Nova Zelanda i la meitat sud d'Austràlia.